# God Emperor of Dune
God Emperor of Dune là một tiểu thuyết khoa học viễn tưởng của nhà văn người Mỹ Frank Herbert, xuất bản năm 1981. Là cuốn thứ tư trong loạt sáu cuốn tiểu thuyết Dune của ông, tác phẩm được xếp hạng là tiểu thuyết bìa cứng bán chạy thứ 11 năm 1981 bởi Publishers Weekly.